# Кулькин, Анатолий Михайлович
Анато́лий Миха́йлович Кульки́н (15 декабря 1928, Фабричный — 3 декабря 2014, Москва) — советский и российский философ, доктор философских наук, руководитель Центра научно-информационных исследований по науке, образованию и технологиям ИНИОН РАН, главный редактор «Серии 8. Науковедение» реферативного журнала «Социальные и гуманитарные науки. Отечественная и зарубежная литература», руководитель серии научно-информационных изданий «Науковедение за рубежом» и серии «Методологические проблемы развития науки и техники», автор более 150 опубликованных научных работ, научный руководитель более 300 научно-информационных изданий, руководитель и исполнитель 12 научно-исследовательских проектов РФФИ, являлся экспертом Российского фонда фундаментальных исследований (дважды избирался членом Экспертного Совета фонда), член Научного совета по философским и социальным проблемам при Президиуме РАН.
Создатель и научный руководитель Центра научно-информационных исследований по науке, образованию и технологиям ИНИОН РАН.

## Биография
Родился 15 декабря 1928 года в пригороде Алма-Аты. Окончил философский факультет МГУ.
- Кандидатская диссертация — «Технический прогресс и изменение производственных функций человека» (1969)
- Докторская диссертация — «Наука в системе общественных отношений современного капитализма (социально-философский аспект проблемы)» (1987).

Преподавал философию в МИФИ, на вечернем отделении № 1 в Челябинске-40 (1953—1957); работал редактором, зав. редакцией философской литературы, затем зам. главного редактора издательства «Наука» АН СССР (1958—1970).
С 1974 года заведующий отделом науковедения, а затем — руководитель Центра науч.-информац. исследований по науке, образованию и технологиям ИНИОН АН СССР.

## Научная деятельность
Основные научные работы Кулькина имеют отношение к исследованиям в области социальной философии, науковедения, теории информатизации общества, особое внимание уделял различным вопросам и проблемам информатизации научной и общественной жизни.
В 1993 году в соавторстве с А. Н. Авдуловым опубликовал ряд исследований (в том числе монографий) об аспектах развития науки в разных уголках мира. Его последние книги представляют собой анализ развития мирового научного сообщества на стыке XX-XXI вв.

## Избранные публикации
- Капитализм, наука, политика: научное издание / А. М. Кулькин. — М. : Мысль, 1987. — 270 с. — Библиогр.: с. 247—268.
- Научно-техническая политика США. / Кулькин А. М., Горбунова Т. В. — Академия наук СССР, Ин-т науч. информации по общественным наукам, 1989.
- Социально-философские аспекты научно-технической политики (по материалам США) / А. Н. Авдулов, А. М. Кулькин ; ИНИОН РАН, 1993. — 154 с.
- Власть, наука, общество : система гос. поддержки науч.- техн. деятельности: опыт США / А. Н. Авдулов, А. М. Кулькин ; Рос. акад. наук. Ин-т науч. информ. по обществ. наукам. — М. : 1994. — 284 с. — Библиогр.: с. 282—284
- Структура и динамика научно-технического потенциала России : монография / А. Н. Авдулов, А. М. Кулькин ; Рос. акад. наук. ИНИОН, МГУ им. М. В. Ломоносова, Ин-т гос. упр. и социал. исслед. — М. : Эдиториал УРСС, 1996. — 320 с. : табл. — ISBN 5-901006-23-2 : Библиогр.: с. 315—320.
- Программы регионального развития в контексте государственной научно-технической политики: опыт США / А. Н. Авдулов, А. М. Кулькин ; Рос. акад. наук. ИНИОН. — М. : 1999. — 166 с. : табл. — ISBN 5-248-01331-3 : Библиогр.: с. 163—166.
- Наука России на пороге XXI века: Проблемы организации и управления. / Авдулов А. Н., Бромберг Г. В., Кулькин А.М и др. (коллектив). — Университетский гуманитарный лицей, 2000. — 305с.
- Государственная научно-техническая политика Японии: основные этапы и направления / А. Н. Авдулов, А. М. Кулькин ; Рос. акад. наук. ИНИОН, МГУ им. М. В. Ломоносова, Ин-т гос. упр. и социал. исслед. — М. : ИНИОН, 2000. — 342 с., [1] л. схем : ил. — ISBN 5-248-01346-1 : Библиогр.: с. 337—342
- Системы государственной поддержки научно-технической деятельности в России и США: процессы и основные этапы их формирования / А. Н. Авдулов, А. М. Кулькин ; Рос. акад. наук, Ин-т науч. информ. по обществ. наукам. — М. : ИНИОН, 2003. — 83 с. — Библиогр.: с. 82-83. — ISBN 5-248-00143-9
- Научные и технологические парки, технополисы и регионы науки / А. Н. Авдулов, А. М. Кулькин; Рос. акад. наук, Ин-т науч. информ.по обществ. наукам. — М. : ИНИОН, 2005. — 148 с. — Библиогр.: с. 145—146. — ISBN 5-248-00205-2
- Контуры информационного общества / А. Н. Авдулов, А. М. Кулькин ; Рос. акад. наук, Ин-т науч. информ.по обществ. наукам. — М. : ИНИОН, 2005. — 162 с. — Библиогр.: с. 156—162. — ISBN 5-248-00205-2
- Финансирование науки в развитых странах мира : аналитический обзор / А. Н. Авдулов, А. М. Кулькин ; Рос. акад. наук, Институт научной информации по общественным наукам. — Москва : РАН. ИНИОН, 2007. — 113 с. — (Методологические проблемы развития науки и техники). — Библиогр.: с. 111—113. — ISBN 5-248-00295-8
- Парадигма современного научно-технического развития / А. Н. Авдулов, А. М. Кулькин ; Рос. акад. наук, Ин-т науч. информ. по обществ. наукам. — Москва : ИНИОН, 2011. — 302 с. : ил. — Библиогр. в примеч.: с. 294—300. — ISBN 978-5-248-00537-6
- Наука в России: Процесс деградации или перспективы её возрождения?: Монография / Кулькин А. М. / РАН. ИНИОН. Центр науч.-информ. исслед. по науке, образованию и технологиям. — М., 2015. — 188c.(Сер.: Методологические проблемы развития науки и техники). ISBN 978-5-248-00537-6